# NWSL Best XI
 (novembre 2021).
Si vous disposez d'ouvrages ou d'articles de référence ou si vous connaissez des sites web de qualité traitant du thème abordé ici, merci de compléter l'article en donnant les références utiles à sa vérifiabilité et en les liant à la section « Notes et références ».
L'équipe type ou onze idéal de la NWSL (NWSL Best XI) est une récompense remise chaque année par la National Women's Soccer League aux onze joueuses qui composeraient la meilleure équipe de la saison.

## Palmarès
La joueuse dont le nom est inscrit en gras est celui de la joueuse nommée MVP de la saison concernée.
| Saison | Gardien de but               | Défenseur | Milieu de terrain                                                                                    | Attaquant |
| ------ | ---------------------------- | --- | --- | --- |
| 2013   | Nicole Barnhart, Kansas City | Christie Rampone, Sky Blue Leigh Ann Robinson, Kansas City Becky Sauerbrunn, Kansas City Brittany Taylor, Western New York | Lori Chalupny, Chicago Jess Fishlock, Seattle Lauren Holiday, Kansas City Diana Matheson, Washington | Sydney Leroux, Boston Abby Wambach, Western New York                                                            |
| 2014   | Alyssa Naeher, Boston        | Kendall Fletcher, Seattle Ali Krieger, Washington Christie Rampone, Sky Blue Becky Sauerbrunn, Kansas City                 | Verónica Boquete, Portland Jess Fishlock, Seattle Kim Little, Seattle                                | Lauren Holiday, Kansas City Nahomi Kawasumi, Seattle Amy Rodriguez, Kansas City                                 |
| 2015   | Michelle Betos, Portland     | Lauren Barnes, Seattle Julie Johnston, Chicago Amy LePeilbet, Kansas City Becky Sauerbrunn, Kansas City                    | Jess Fishlock, Seattle Kim Little, Seattle Allie Long, Portland                                      | Crystal Dunn, Washington Christen Press, Chicago Beverly Yanez, Seattle                                         |
| 2016   | Ashlyn Harris, Orlando       | Lauren Barnes, Seattle Arin Gilliland, Chicago Emily Menges, Portland Becky Sauerbrunn, Kansas City                        | Tobin Heath, Portland Allie Long, Portland                                                           | Jessica McDonald, Western New York Kealia Ohai, Houston Christen Press, Chicago Lynn Williams, Western New York |
| 2017   | Adrianna Franch, Portland    | Casey Short, Chicago Abby Dahlkemper, North Carolina Becky Sauerbrunn, Kansas City Ali Krieger, Orlando                    | Jess Fishlock, Seattle Sam Mewis, North Carolina McCall Zerboni, North Carolina                      | Marta, Orlando Sam Kerr, Sky Blue Christen Press, Chicago                                                       |
| 2018   | Adrianna Franch, Portland    | Emily Sonnett, Portland Abby Dahlkemper, North Carolina Becky Sauerbrunn, Utah Abby Erceg, North Carolina                  | Tobin Heath, Portland Lindsey Horan, Portland McCall Zerboni, North Carolina                         | Crystal Dunn, North Carolina Sam Kerr, Chicago Megan Rapinoe, Seattle                                           |
| 2019   | Aubrey Bledsoe, Washington   | Ali Krieger, Orlando Becky Sauerbrunn, Utah Abby Dahlkemper, North Carolina Casey Short, Chicago                           | Lindsey Horan, Portland Julie Ertz, Chicago Rose Lavelle, Washington                                 | Christen Press, Utah Sam Kerr, Chicago Tobin Heath, Portland                                                    |
| 2020   | Compétition annulée          | Compétition annulée | Compétition annulée                                                                                  | Compétition annulée                                                                                             |
| 2021   | Kailen Sheridan, NJ/NY       | Carson Pickett, North Carolina Sarah Gorden, Chicago Alana Cook, Reign Caprice Dydasco, NJ/NY                              | Jess Fishlock, Reign Eugénie Le Sommer, Reign Angela Salem, Portland                                 | Midge Purce, NJ/NY Ashley Hatch, Washington Trinity Rodman, Washington                                          |
| 2022   | Kailen Sheridan              | Carson Pickett Sofia Huerta Alana Cook Naomi Girma                                                                         | Lo'eau LaBonta Sam Coffey Debinha                                                                    | Mallory Swanson Sophia Smith Alex Morgan                                                                        |
| 2023   | Jane Campbell                | Sam Staab Sarah Gorden Ali Krieger Naomi Girma                                                                             | Jaedyn Shaw Sam Coffey Debinha                                                                       | Kerolin Sophia Smith Lynn Williams                                                                              |
| 2024   | Ann-Katrin Berger            | Emily Sams Casey Krueger Kaleigh Kurtz Jenna Nighswonger                                                                   | Sophia Smith Croix Bethune Trinity Rodman                                                            | Temwa Chawinga Marta Barbra Banda                                                                               |